# Lijst van personages uit Game of Thrones
Dit is een lijst van personages van de HBO-serie Game of Thrones, gebaseerd op de boeken uit de serie Het lied van ijs en vuur van de Amerikaanse schrijver George R.R. Martin.
De personages in Game of Thrones wijken in meer of mindere mate af van de boekserie Het lied van ijs en vuur. Sommige plotontwikkelingen van personages zijn anders, sommige personages hebben andere namen gekregen, sommige personages zijn samengevoegd of ontbreken.

## Huis Stark
| Personage | Personage         | Acteur                 | Seizoen  | Aantal afleveringen | Loyaliteit |
| --- | ----------------- | ---------------------- | -------- | ------------------- | ---------- |
| Eddard "Ned" Stark |                   | Sean Bean              | 1        | 10                  |            |
| Eddard "Ned" Stark | Robert Aramayo*   | 6-7                    | 3        |                     |            |
| Eddard "Ned" Stark | Sebastian Croft*  | 6                      | 2        |                     |            |
| Heer van Winterfell en Landvoogd van het Noorden. Tevens de Hand van de Koning in seizoen 1 en beste vriend van Robert Baratheon. Echtgenoot van Catelyn, en vader van Robb, Sansa, Arya, Bran en Rickon Stark, en zijn bastaard Jon Snow. Aan het begin van het eerste seizoen wordt hij door Koning Robert Baratheon gevraagd Hand des Konings te worden, als vervanger van de onverwacht overleden Jon Arryn. Hij accepteert dit, en reist samen met zijn dochters naar de zuidelijke hoofdstad King's Landing. Daar geraakt hij echter verstrikt in het politieke machtsspel van het huis Lannister, en als hij de incest tussen Koningin Cersei Lannister en haar tweelingbroer, de Koningsgardist Jaime Lannister, ontdekt, wordt hij ten onrechte ter dood veroordeeld en onthoofd op beschuldiging van hoogverraad. |                   |                        |          |                     |            |
| Catelyn Stark – Tully |                   | Michelle Fairley       | 1–3      | 25                  |            |
| Vrouw van Eddard Stark. In het eerste seizoen reist ze haar echtgenoot achterna om de identiteit van degene die haar zoon Bran probeerde te vermoorden, te achterhalen aan de hand van het mes waarmee de daad diende uitgevoerd te worden. Volgens Petyr Baelish, een jeugdvriend van haar, hoorde het mes toe aan de dwerg Tyrion Lannister. Onderweg terug naar Winterfell loopt ze hem echter tegen het lijf. Ze neemt hem gevangen en leidt hem naar haar zus, de psychotische Lysa Arryn, weduwe van Jon Arryn. Daar stelt Tyrion echter een gerechtelijke tweekamp voor, met de huurling Bronn als zijn kampioen, en hij wint. Catelyn reist daarna verder af naar het Noorden. Na het nieuws van het overlijden van haar echtgenoot speelt ze een sleutelrol in de partij van Robb Stark, die zijn vaders dood wil wreken, en het Noorden als een onafhankelijk koninkrijk uitroept. Ze voert dan ook regelmatig diplomatieke missies uit in opdracht van haar zoon, bijvoorbeeld bij Renly Baratheon. Als ze echter Jaime Lannister, die in het eerste seizoen gevangengenomen werd door haar zoon, vrijlaat om hem in te wisselen tegen haar dochters, wordt ze gevangengezet. Later komt ze weer vrij, maar ze moet haar positie inleveren. Ze wordt uiteindelijk, luttele seconden na haar zoon, oneervol vermoord door de Freys tijdens het huwelijk van haar broer. |                   |                        |          |                     |            |
| Robb Stark |                   | Richard Madden         | 1–3      | 22                  |            |
| Oudste zoon van Eddard en Catelyn Stark. Bleef tijdens het eerste seizoen op Winterfell, maar trok na zijn vaders dood naar het zuiden. Hij behaalde enorme militaire successen, en nam zelfs Jaime Lannister, de beste ridder van zijn tijd, gevangen. Hij verloor uiteindelijk toch de oorlog doordat hij verraden werd door enkele van zijn baandermannen: hij had aan Walder Frey een eed gezworen een Frey tot vrouw te nemen, maar trouwde vóór dat moment met Talisa Maegyr, een verpleegster uit de oostelijke vrijstad Volantis. Daarop werd ingestemd met een huwelijk tussen Roslin Frey en Robbs oom, Edmure Tully. Tijdens dat huwelijk, dat plaatsvond in de Tweeling, het bolwerk van de Freys, werd hij echter samen met zijn moeder, echtgenote, schrikwolf en vele volgelingen koelbloedig vermoord. Zijn schrikwolf heette Grey Wind. |                   |                        |          |                     |            |
| Talisa Stark – Maegyr |                   | Oona Chaplin           | 2–3      | 11                  |            |
| Een verpleegster uit de oostelijke vrijstad Volantis. Trouwt met Robb Stark. Omdat Robb zijn belofte aan Walder Frey daardoor niet nakomt neemt deze wraak: de Red Wedding. Tijdens de Red Wedding wordt Talisa samen met haar man en schoonmoeder afgeslacht. |                   |                        |          |                     |            |
| Sansa Stark | ''                | Sophie Turner          | 1–8      | 59                  |            |
| Oudste dochter van Eddard en Catelyn Stark. Ze komt in het eerste seizoen met haar vader mee naar het zuiden als verloofde van de kroonprins Joffrey Baratheon. Sansa valt ten prooi aan kalverliefde, maar haar afkeer tegenover Joffrey begint wanneer hij de executie van haar vader beveelt. Sansa is, naast haar zus Arya, het enige lid van het hof van Eddard die in leven wordt gelaten. Ze blijft tot het einde van het tweede seizoen Joffrey's verloofde. De verloving wordt echter ontbonden ten gunste van Margaery Tyrell, omdat een huwelijk tussen haar en Joffrey voor de steun van het huis Tyrell en al haar baandermannen zou zorgen. Ze wordt daarna echter nog steeds vastgehouden in de Rode Burcht, en wordt in het derde seizoen uitgehuwelijkt aan Tyrion Lannister. Uit respect voor haar ontmaagdt hij haar zelfs niet na de bruiloft. Op Joffreys bruiloft, waarbij laatstgenoemde vergiftigd wordt, worden zij en haar echtgenoot beschuldigd voor de moord. Tyrion wordt gevangengenomen, maar zij kan ontsnappen met behulp van de nar Dontos Hollard en Petyr Baelish. Ze wordt door Petyr meegenomen naar de Vallei van Aryn, de woonplaats van haar tante Lysa. Door de jaloezie van Lysa dreigde zij Sansa uit de Maandeur te gooien. Petyr voorkwam dit en gooide Lysa zelf door de Deur. In seizoen vijf wordt ze door Petyr teruggebracht naar Winterfell en uitgehuwelijkt aan Ramsay Bolton. Ze valt ten prooi aan de vele martelingen van Ramsay en komt weer in oog te staan met de voormalige pupil van haar vader, Theon Greyjoy. Samen weten zij uit Winterfell te ontsnappen, waarna ze worden gered door Brienne of Tarth en Podrick Payne. Sansa wordt naar de Muur geëscorteerd en daar wordt ze herenigd met haar halfbroer, Jon Snow. Samen besluiten zij om Winterfell terug te nemen van de Boltons. Het vinden van mankracht is echter niet gemakkelijk, want veel noordelijke huizen verkiezen de Boltons boven de Starks. Als laatste redmiddel stuurt Sansa in het geheim een brief naar Petyr waarin zij vraagt om zijn hulp. Tijdens de veldslag bij Winterfell lijkt alle hoop verloren, maar op het laatste moment arriveert Petyr met de ridders van de Vallei. Na de veldslag wordt Ramsay gevangengenomen en opgesloten bij zijn honden. Sansa kijkt toe terwijl zijn honden hem levend verslinden. Terwijl Jon de onderhandelingsmissie met Daenerys Tarharyen voert krijgt Sansa het bevel over Winterfell. Haar schrikwolf heet Lady, maar werd al in het prille begin van de reeks gedood door Ned in opdracht van de Koning, omdat de schrikwolf van Arya Joffrey gebeten had in een poging Sansa te beschermen. In het laatste seizoen wordt Sansa uitgeroepen tot "Queen in the north" |                   |                        |          |                     |            |
| Arya Stark |                   | Maisie Williams        | 1–8      | 58                  |            |
| Jongste dochter van Eddard en Catelyn Stark. In tegenstelling tot Sansa is Arya een echte tomboy, die liever aan zwaardvechten doet dan aan borduren. Ze wordt ook meegenomen naar het zuiden, en krijgt lessen van de oosterse waterdanser Syrio Forel. Die wordt tijdens de arrestatie van Ned Stark aangevallen, en mogelijk vermoord door de Koningsgardist Meryn Trant. Arya ontsnapt en leeft enkele dagen lang als straatschoffie in King's Landing, maar is per toeval getuige van de executie van haar vader. Ze wordt echter door de rekruteur van de Nachtwacht Yoren meegenomen richting Winterfell. Reeds in de Rivierlanden echter wordt de compagnie overvallen door Lannister-soldaten. Tijdens de overval redt ze echter het leven van drie gevangenen die kunnen ontsnappen, maar ze wordt zelf meegenomen naar Harrenhal, het grootste kasteel van Westeros. Ironisch genoeg wordt ze assistente van Tywin Lannister, de grote vijand van haar vader, die alles doet om haar te vinden aangezien haar officiële status 'vermist' is. In het kasteel ontmoet ze opnieuw een van de drie gevangenen, de oosterling Jaqen H'ghar. Die biedt haar aan drie levens te mogen nemen in ruil voor de drie die ze gered heeft. De eerste twee zijn een sadistische oppasser, en een officier die haar identiteit achterhaald heeft. Voor de derde kiest ze na het vertrek van heer Tywin, de steun van Jaqen om een groep cipiers te overvallen. Ze slaagt erin en de bevrijde gevangenen veroveren het kasteel van binnenuit. Arya vertrekt met de bastaardzoon van Robert Baratheon, Gendry, en een staljongen bijgenaamd Hot Pie. In het derde seizoen wordt ze gerekruteerd door de Broederschap zonder Banieren, een groep vogelvrijen geleid door de onsterfelijke ridder Beric Dondarrion, die met behulp van R'hllor, de Rode God, al verscheidene malen terug tot leven is gekomen. Hot Pie blijft echter achter in een herberg, en Gendry wordt "gekocht" door de rode priesteres Melisandre. Kort daarop neemt de Broederschap Sandor Clegane gevangen. Die wil echter in een duel voor de god voor zijn vrijheid vechten, en doodt Beric Dondarrion (die overigens direct weer tot leven wordt gewekt door de priester Thoros van Myr). De Broederschap gaf hem zijn goud echter niet terug, en daarom 'steelt' hij Arya. Hij wil haar eerst naar de bruiloft van haar oom brengen, omdat haar moeder en broer daar ook aanwezig zijn, maar ze komen aan tijdens de Red Wedding. Daarop wijzigt hij zijn plan, en vertrekt met haar richting het Adelaarsnest, naar haar tante Lysa. Dit plan werkt echter ook niet, want bij aankomst blijkt Lysa al drie dagen dood te zijn. Na een gevecht tussen Sandor en Brienne of Tarth wordt Sandor door Arya voor dood achtergelaten. Arya besluit om naar Braavos te varen, om op zoek te gaan naar Jaqen H'ghar. Haar schrikwolf, Nymeria genaamd, wordt door Arya zelf verjaagd nadat ze prins Joffrey had gebeten. |                   |                        |          |                     |            |
| Brandon Stark |                   | Isaac Hempstead-Wright | 1–4, 6-8 | 39                  |            |
| Tweede zoon van Eddard en Catelyn Stark. Al in de eerste aflevering wordt Bran kreupel gemaakt doordat hij Jaime en Cersei Lannister betrapt tijdens een vrijpartij, en daarop door Jaime uit het raamkozijn geduwd wordt. Bran wordt daarna gedragen door de mentaal gehandicapte reus Hodor. Na het vertrek van zijn broer wordt hij heer van Winterfell, maar aan het einde van het tweede seizoen wordt Winterfell veroverd door de voormalige pupil van zijn vader, de verrader Theon Greyjoy. Hij vlucht samen met Hodor, de Wildlinge Osha en zijn broertje Rickon, als Theon hem en Rickon wil vermoorden. Theon laat echter aan de buitenwereld uitschijnen dat hij de twee broers heeft gedood door twee weeskinderen te vermoorden en hun lijken zodanig te verminken dat ze onherkenbaar zijn. De vier vluchten richting het noorden, en worden onderweg gesteund door de kinderen van Brans vaders bondgenoot Howland Reed, Jojen en Meera. Vlak voor de Muur verlaten Rickon en Osha hen echter omdat het daarachter te gevaarlijk is. Op de doorsteek van de Muur ontmoeten ze Samwell Tarly, een vriend van Brans halfbroer Jon, en de Wildlingenvrouw Gilly, die hen de doorgang wijzen. De vier trekken naar het noorden. Zijn schrikwolf heet Summer, en vergezelt hem nog steeds. In het laatste seizoen, wordt Bran verkozen tot nieuwe koning. |                   |                        |          |                     |            |
| Rickon Stark |                   | Art Parkinson          | 1–3, 6   | 14                  |            |
| Jongste zoon van Eddard en Catelyn Stark. Hij blijft, zoals gezegd, tot het einde van het eerste seizoen op Winterfell, maar vlucht met Bran, Hodor en Osha naar het noorden. Later gaan hij en Osha weg bij de groep. In seizoen 6 worden hij en Osha gevangen genomen door Ramsay Bolton. Hij komt om het leven tijdens de Battle of the Bastards. Zijn schrikwolf heette Shaggydog. |                   |                        |          |                     |            |
| Jon Snow |                   | Kit Harington          | 1–8      | 61                  |            |
| Bastaardzoon van Eddard Stark. Hij besluit na het bezoek van de Koning in dienst te treden bij de Nachtwacht, een eeuwenoud genootschap dat actief is op de Muur, een muur in het hoge noorden, 300 mijl breed en 700 voet hoog. Tot zijn verrassing wordt hij na zijn eed (die inhoudt dat hij geen grond zal bezitten, geen liefdesrelaties zal hebben en zijn leven lang zal dienen bij de Nachtwacht), benoemd tot persoonlijke verzorger van Jeor Mormont, 997ste opperbevelhebber van de Wacht. Zijn oom Benjen, zijn enige kennis, verdwijnt echter al gauw op een missie achter de Muur. Hij sluit vriendschap met de dikke Samwell Tarly, maar wordt gehaat door de opleider van de nieuwe rekruten, Alliser Thorne. Als twee dode wachters worden gevonden vlak bij het hoofdfort van de Wacht, Castle Black, komen de doden 's nachts tot leven als een soort zombies, die proberen Mormont te doden. Jon verijdelt deze aanslag. Als dank krijgt hij van Mormont een zwaard van Valyrisch Staal, omdat diens huis er niets meer aan heeft, en als dank voor het redden van zijn leven. Na de dood van zijn vader heeft Jon zijn twijfels over het blijven bij de Nachtwacht, maar zijn vrienden zetten hem terug op het juiste pad. Ook onthult Maester Aemon aan Jon zijn persoonlijke identiteit: hij is niemand minder dan Aemon Targaryen, het laatste lid van het verdreven huis dat tot zeventien jaar voor de aanvang van de serie aan de macht was in Westeros. In het tweede seizoen organiseert Mormont een grootscheepse wachtrit achter de muur, omdat de Wildlingen, de inwoners van de landen achter de Muur, schijnen te verdwijnen. Craster, een wildling die een grote burcht en zo'n twintig vrouwen bezit (meisjes worden gehouden, jongetjes geofferd), verzamelt Mance Rayder, een gedeserteerde wachtruiter met Wildlingenbloed, alle Wildlingen onder één banier, en rukt op naar het zuiden. Jon wordt op een missie gestuurd samen met een van de meest beruchte wachtruiters van hun tijd, Qhorin Halfhand. Onderweg nemen ze de roodharige 'speervrouw' Ygritte gevangen, voor wie Jon gevoelens ontwikkelt, maar ze ontsnapt echter. Later stuiten Jon en Qhorin op een groep Wildlingen, en Jon doet alsof hij zich bij hen wil aansluiten. Hiervoor moet hij echter wel Qhorin Halfhand doden, en uiteindelijk doet Jon dit ook. Met dank aan Ygritte mag hij zich bij hen aansluiten. In het derde seizoen wordt hij voor Mance Rayder geleid, die hem aanspoort op een missie te gaan, samen met de beroemde Wildlingenleider Tormund Giantsbane. Ook Ygritte en de warg Orell, die hem van verraad verdenkt, zitten in deze groep. Hij volgt hen een tijdlang, begint een seksuele relatie met Ygritte, en klimt zelfs de Muur over, maar uiteindelijk verraadt hij de groep als hij weigert een paardenkweker te doden. Hij ontsnapt, na Orell te hebben gedood. Ygritte achtervolgt hem echter, en raakt hem met enkele pijlen. Het paard brengt de bewusteloze Jon terug naar Castle Black. In het vierde seizoen ontwaakt hij verzorgd, en met hulp van maester Aemon bewijst hij tegenover Alliser Thorne en de banneling Janos Slynt, ex-commandant van de Stadswacht, dat zijn relatie met Ygritte bedoeld was om te spioneren, alhoewel hij haar oprecht liefhad. Jon is niet erg aangedaan van Robbs dood. Hij noemde zijn schrikwolf Ghost, omdat de schrikwolf aan albinisme lijdt, en niet kan huilen zoals alle andere. In de laatste aflevering van het zevende seizoen wordt duidelijk dat Jon geen bastaard is, maar de legitieme zoon van Rhaegar Targaryen en Lyanna Stark met als geboortenaam Aegon Targaryen. |                   |                        |          |                     |            |
| Maester Luwin | Maester Luwin     | Donald Sumpter         | 1–2      | 14                  |            |
| Maester van Winterfell, en een van de naaste vertrouwelingen van Ned Stark. Hij wordt fataal verwond door Dagmer Cleftjaw, een IJzergeborene. Later wordt hij uit zijn lijden verlost door de wildlinge Osha. |                   |                        |          |                     |            |
| Ser Rodrik Cassel | Ser Rodrik Cassel | Ron Donachie           | 1–2      | 13                  |            |
| Ser Rodrik Cassel | Ser Rodrik Cassel | Fergus Leathem*        | 6        | 2                   |            |
| Wapenmeester van Winterfell. Hij vergezelt Catelyn in het eerste seizoen op haar tocht naar het zuiden, en blijft zijn hele leven lang loyaal aan de Starks. In het tweede seizoen wordt hij in Winterfell echter gevangengenomen door de IJzermannen, en door zijn vroegere leerling, Theon Greyjoy, geëxecuteerd. |                   |                        |          |                     |            |
| Hodor (Wyllis) | Hodor (Wyllis)    | Kristian Nairn         | 1–4, 6   | 23                  |            |
| Hodor (Wyllis) | Hodor (Wyllis)    | Sam Coleman*           | 6        | 2                   |            |
| Stalknecht in Winterfell. Hodor is groot, mentaal gehandicapt en zeer sterk. Omdat hij alleen 'Hodor' kan zeggen, noemt iedereen hem ook naar dit woord. Hij draagt Bran na diens val. |                   |                        |          |                     |            |
| Osha | Osha              | Natalia Tena           | 1–3, 6   | 16                  |            |
| Een Wildlinge uit de landen achter de Muur. In het eerste seizoen wordt ze gevangengenomen door Robb Stark, maar vanwege goed gedrag wordt ze vrijgelaten. Ze blijft echter in Winterfell tot de vlucht van Bran. In seizoen 6 worden zij en Rickon Stark gevangen genomen door Ramsay Bolton. Later wordt zij vermoord door Ramsay. |                   |                        |          |                     |            |

## Huis Lannister
| Personage | Personage               | Acteur                | Seizoen  | Aantal afleveringen | Loyaliteit |
| --- | ----------------------- | --------------------- | -------- | ------------------- | ---------- |
| Tywin Lannister |                         | Charles Dance         | 1–5      | 27                  |            |
| Vader van Jaime, Tyrion en Cersei. Hij is de rijkste man in de Zeven Koninkrijken, en de feitelijke machthebber. Hij wordt het eerst gezien in het eerste seizoen, wanneer hij zich voorbereidt op de slag met Robb Stark. Later verblijft hij een tijdlang in Harrenhal, waar Arya als zijn persoonlijke assistente optreedt. In het derde seizoen verhuist hij naar de hoofdstad, vanwege zijn benoeming tot Hand des Konings. In het vierde seizoen laat hij zijn zoon Tyrion opsluiten als hoofdverdachte van de moord op zijn kleinzoon, koning Joffrey. Tywin wordt aan het einde van dat seizoen vermoord door Tyrion die hierna uit King’s Landing vlucht. |                         |                       |          |                     |            |
| Cersei Baratheon - Lannister |                         | Lena Headey           | 1–8      | 61                  |            |
| Roberts vrouw, die er een incestueuze relatie met haar tweelingbroer Jaime op nahoudt. Ze doet alles om de machtspositie van haar huis te versterken, tot haar echtgenoot vermoorden toe. In het eerste seizoen heeft ze een ietwat beperkte rol. Later treedt ze als voogd op voor Joffrey, en heeft zo de feitelijke macht in handen. Cersei heeft een dubieuze relatie met haar andere broer Tyrion, alhoewel ze hem als een handig middel ziet om haar huis hogerop te brengen, doet ze toch haar best hem uit de weg te ruimen. In het vierde seizoen is zij het die Tyrion beschuldigt van de moord op Joffrey. |                         |                       |          |                     |            |
| Ser Jaime Lannister |                         | Nikolaj Coster-Waldau | 1–8      | 54                  |            |
| Broer van Koningin Cersei en Tyrion Lannister, en vooraanstaand lid van de Koningsgarde. Jaime is arrogant, hebzuchtig en wraakzuchtig, maar verandert na zijn gevangenname aan het eind van het eerste seizoen. Hij is algemeen bekend als eedbreker en 'Koningsmoordenaar', omdat hij op vijftienjarige leeftijd koning Aerys Targaryen doodde. Hij werd vanaf het begin van de serie al berucht door Bran Stark uit een raam te duwen, zodat die zijn rug brak. Na enkele van Neds mannen te hebben gedood en Ned zelf kreupel te hebben gemaakt, verdwijnt hij uit beeld in het eerste seizoen. Hij probeert aan het einde van het eerste seizoen het kasteel Riverrun in te nemen, maar slaagt hier niet in door de ligging: het kasteel ligt op de fusie van twee rivieren, zodat hij zijn kamp in drie afzonderlijke delen moet opsplitsen. Hierdoor is het kamp een gemakkelijke prooi voor Robb Stark. In het tweede seizoen is zijn rol betrekkelijk klein: hij wordt gevangen gehouden door Robb Stark, maar zonder diens medeweten weggestuurd, begeleid door de enige vrouwelijke zwaardvechtster van Westeros, Briënne van Tarth. Hij herkent zichzelf in haar, en offert veel op: als de twee worden gevangengenomen door mannen van Roose Bolton, hakt de commandant Locke zijn hand af. In Harrenhal echter wordt hij door Roose Bolton, een baanderman van Robb Stark, die overigens een dubbelspion was, in ere hersteld en naar King's Landing begeleid. In het vierde seizoen krijgt hij een nieuwe, ijzeren hand, met goud overdekt. |                         |                       |          |                     |            |
| Tyrion Lannister |                         | Peter Dinklage        | 1–8      | 67                  |            |
| Protagonist van de serie vanaf het tweede seizoen. Hij is een dwerg, bijgenaamd "De Kobold", en de negen jaar jongere broer van Jaime en Cersei. Bij zijn geboorte was zijn hoofd zo groot, dat zijn moeder stierf. In het eerste seizoen reisde hij mee met Koning Robert naar Winterfell, maar toen die terugging naar de hoofdstad, reisde Tyrion verder af naar de Muur. Zijn familie ( in werkelijkheid Petyr Baelish ) had echter Tyrions mes gebruikt om Bran Stark te laten vermoorden. Catelyn Stark, Brans moeder, ontdekte dit en liep Tyrion op de Koningsweg tegen het lijf. Met behulp van Ser Rodrik Cassel, de huurling Bronn en enkele andere soldaten en huurlingen, namen ze Tyrion gevangen. In het Adelaarsnest werd Tyrion voor Catelyns psychotische zus Lysa geleid. Zij verdacht zijn familie ervan haar echtgenoot Jon Arryn te hebben vermoord, en daarom eiste ze de doodstraf. Tyrion wist echter door een gerechtelijke tweekamp voor de goden, met behulp van Bronn te ontkomen. De twee reisden af naar de Rivierlanden, waar ze Tyrions vader troffen. Tyrion werd ingelijfd in de compagnie van de 2,5 meter lange Gregor 'De Berg' Clegane. Hij wist de daaropvolgende slag tegen Robb Stark te overleven. In het tweede seizoen wordt hij aangesteld als nieuwe Hand des Konings, en keert hij terug naar King's Landing met zijn nieuwe concubine, de prostituee Shae. Aangezien een confrontatie met een van de vijf nieuwe koningen dreigt, voorziet hij de massaproductie van potten 'wildvuur', een soort Grieks vuur, om de stad tegen mogelijke aanvallen te beschermen. Uiteindelijk winnen de Lannisters enkel dankzij het wildvuur de slag. Tijdens deze slag probeerde Cersei Tyrion te laten vermoorden door een Koningsgardist, wat Tyrion een blijvend litteken oplevert. Zijn gehate vader Tywin arriveert echter ook op dat moment in de stad, en vervangt hem als Hand des Konings. Tyrion wordt na het tijdelijke vertrek van Petyr Baelish tot Muntmeester aangesteld. Hij wordt uiteindelijk uitgehuwelijkt aan de door Joffrey afgedankte Sansa Stark, alhoewel hij haar haar maagdelijkheid laat behouden. In het vierde seizoen komt Tyrion onder vuur te liggen doordat hij op Koning Joffreys bruiloft met Margaery Tyrell wijn moest inschenken, en Joffrey enkele ogenblikken later om het leven kwam door verstikking. Hij wordt onmiddellijk beschuldigd door Cersei en opgesloten in de kerkers van de Rode Burcht. Tyrion weet echter te ontsnappen met behulp van Jaime en Varys. Wanneer Tyrion tijdens zijn vlucht de confrontatie met Tywin opzoekt, vindt hij Shae in diens bed. In de worsteling die volgt tussen de twee wordt Shae vermoord door Tyrion. Vervolgens zoekt hij Tywin op die hij vermoord met Joffreys oude kruisboog. Hij wist met de hulp van Varys te ontsnappen uit King’s Landing en hij werd verborgen in het scheepsruim in een schip dat naar Pentos voer. In het oosten wordt hij gevangen genomen door Jorah Mormont en meegenomen naar Daenerys Targaryen in Meereen. Daenerys besluit zijn hulp in te schakelen bij het terugwinnen van de IJzeren Troon. Voor zijn loyaliteit en dienst benoemd Daenerys hem als haar Hand. Tijdens de invasie van Westeros verblijft Tyrion in Dragonstone, waar hij optreedt als haar strateeg en adviseur. |                         |                       |          |                     |            |
| Koning Joffrey ‘Baratheon’ |                         | Jack Gleeson          | 1–4      | 26                  |            |
| Oudste zoon van Koning Robert Baratheon (officieel, in werkelijkheid van Jaime Lannister) en Koningin Cersei Lannister. Sinds de dood van zijn vader zelf uitgeroepen tot koning van de Zeven Koninkrijken, maar zijn aanspraak wordt echter betwist door Stannis en Renly Baratheon. In seizoen 1 & 2 verloofd met Sansa Stark, later met Margaery Tyrell. Joffrey staat bekend om zijn arrogant en wreed karakter: hij beloofde 'genadig' te zijn voor Ned Stark en liet hem onthoofden. Hij werd uiteindelijk op zijn bruiloft vergiftigd door zijn schoongrootmoeder, Olenna Tyrell, en Petyr Baelish. |                         |                       |          |                     |            |
| Myrcella ‘Baratheon’ |                         | Aimee Richardson      | 1–2      | 8                   |            |
| Myrcella ‘Baratheon’ | Nell Tiger Free         | 5–6                   | 6        |                     |            |
| Dochter van Koning Robert Baratheon (officieel, in werkelijkheid van Jaime Lannister) en Koningin Cersei Lannister; zus van Joffrey en Tommen Baratheon. Ze werd door haar oom Tyrion uitgehuwelijkt aan prins Trystane Martell, en vertrok daarom in seizoen 2 naar Dorne. |                         |                       |          |                     |            |
| Koning Tommen ‘Baratheon’ |                         | Callum Wharry         | 1–2      | 8                   |            |
| Koning Tommen ‘Baratheon’ | Dean-Charles Chapman    | 4–6                   | 16       |                     |            |
| Jongste zoon van Koning Robert Baratheon (officieel, in werkelijkheid van Jaime Lannister) en Koningin Cersei Lannister; jongere broer van Joffrey en Myrcella Barahtheon. Na Joffrey's dood werd hij tot koning gekroond. Hij trouwde met zijn broers voormalige vrouw, Margaery Tyrell. Na de dood van Margaery, door toedoen van Cersei, pleegde hij zelfmoord door zich uit zijn kamerraam te gooien. |                         |                       |          |                     |            |
| Kevan Lannister |                         | Ian Gelder            | 1–2, 5-6 | 12                  |            |
| Kevan is de jongere broer van Tywin Lannister. Hij begeleidt Tywin tijdens diens gevechten tegen Robb Stark in de Rivierlanden. Na de dood van Tywin werd hem een plek in de kleine raad aangeboden door Cersei. Kevan was bereid deze te aanvaarden onder zijn eigen voorwaarden, maar die nam Cersei niet aan. Hierop vertrok hij naar de Rots van Casterling. Na de gevangenname van Cersei werd hij door Pycelle benadert om als Hand des Konings te dienen voor Koning Tommen Baratheon. Hij accepteerde deze functie en reisde terug naar King’s Landing. Kevan komt in seizoen 6 om het leven als Cersei de Sept van Baelor opblaast met wildvuur. |                         |                       |          |                     |            |
| Lancel Lannister |                         | Eugene Simon          | 1–2, 5-6 | 16                  |            |
| De zoon van Kevan Lannister, schildknaap van Koning Robert Baratheon en minnaar van Koningin Cersei Lannister. In seizoen 1 helpt hij Cersei bij de moord op Koning Robert. In seizoen twee vecht hij mee tegen de belegering van King's Landing door Stannis. In seizoen 5 keert hij terug naar de hoofdstad. Lancel is dan totaal veranderd en lid van de Mussen, een radicale religieuze organisatie. Hij komt in seizoen 6 om het leven als Cersei de Sept van Baelor opblaast met wildvuur. |                         |                       |          |                     |            |
| "The Mountain" |                         | Conan Stevens         | 1        | 2                   |            |
| "The Mountain" | Ian Whyte               | 2                     | 3        |                     |            |
| "The Mountain" | Hafþór Júlíus Björnsson | 4-8                   | 17       |                     |            |
| Een vazal van Tywin Lannister, en de grootste man in de Zeven Koninkrijken. The Mountain is de oudere broer van Sandor Clegane. Hij wordt het eerst gezien op een toernooi in seizoen één, en komt in het tweede seizoen voor als beul in Harrenhal. In seizoen vier vecht hij als kampioen van de Koning tegen Oberyn Martell in een gerechtelijke tweekamp voor de goden. In dit gevecht raakt hij zwaar gewond en vergiftigd, toch weet hij de strijd te winnen door met zijn laatste kracht Oberyns schedel met zijn blote handen te breken. Qyburn weet echter wel raad met de stervende Mountain, en voert een van zijn experimenten op hem uit. Hij presenteert aan het eind van seizoen 5 een nieuw lid van Cersei's Koningsgarde, dit blijkt The Mountain te zijn. Qyburn beweert dat de Mountain heeft gezworen om niet te spreken totdat al het kwaad is verbannen uit het rijk. Sindsdien wijkt hij niet af van Cersei's zijde. In het laatste seizoen, komt het tot de ultieme confrontatie met zijn broer. Hier vallen de twee door een muur naar de brandende afgrond. |                         |                       |          |                     |            |
| Bronn | Bronn                   | Jerome Flynn          | 1–8      | 36                  |            |
| Aanvankelijk een huurling die toevallig in dezelfde kroeg als Tyrion Lannister en Catelyn Stark zat, maar later koos hij voor Tyrions kant. Hij was diens kampioen, en overwon zijn tegenstander gemakkelijk. Bronn vergezelt Tyrion van dat moment tot aan de hoofdstad, en vecht ook zij aan zij met de dwerg. In het tweede seizoen probeert Tyrion zelf de touwtjes in handen te nemen: hij arrangeert onder andere een huwelijk tussen prinses Myrcella en prins Trystane Martell van Dorne. Ook wordt Bronn hierin tot hoofd van de Stadswacht benoemd. In het derde seizoen wordt Bronn geridderd vanwege zijn moed in de slag aan het Zwartwater. In het vierde seizoen wordt hij door Tyrions broer Jaime als zwaardvechtpartner uitgekozen, omdat Bronn volgens Tyrion te vertrouwen is. Vanaf dat moment vergezelt Bronn Jaime in verschillende missies. Zo gaan ze in seizoen vijf samen naar Dorne om prinses Myrcella daar weg te halen. In seizoen zes gaan ze samen naar de belegering van Riverrun. En ook in seizoen zeven vecht Bronn naast Jaime en voor Koningin Cersei. |                         |                       |          |                     |            |
| Shae | Shae                    | Sibel Kekilli         | 1–4      | 20                  |            |
| Tyrions minnares. Hij houdt er een dubieuze relatie met haar op na. In het tweede seizoen wordt ze benoemd tot Sansa's kamermeid, wat leidt tot grote problemen als Sansa aan Tyrion uitgehuwelijkt wordt. In het vierde seizoen komt Cersei achter de relatie tussen Shae en Tyrion. Tyrion verbreekt de relatie en probeert haar in veiligheid te brengen in Essos. Toch duikt Shae op tijdens Tyrions berecht. Ze legt een valse verklaring af tegen Tyrion. Wanneer Tyrion tijdens zijn vlucht de confrontatie met Tywin opzoekt, vindt hij Shae in Tywins bed. In de worsteling die volgt wordt Shae vermoord door Tyrion. |                         |                       |          |                     |            |
| Qyburn | Qyburn                  | Anton Lesser          | 3–8      | 22                  |            |
| Qyburn is een Maester die door de Citadel uit zijn ambt is gezet omdat hij verboden experimenten uitvoerde. Hij verzorgt Jaime nadat zijn hand werd afgehakt en reist met hem naar King's Landing. Daar wint hij het vertrouwen van Cersei en wordt een vertrouweling van haar. Als Cersei aan het eind van seizoen zes zichzelf uitroept tot Koningin van de Zeven Koninkrijken, wordt hij haar Hand der Koningin. Wanneer hij samen met Cersei het kasteel probeert te ontvluchten, worden ze opgehouden door Sandor Clegane die een gevecht met zijn broer wil. Qyburn probeert op Ser Gregor in te praten, maar die duwt Qyburns hoofd hard tegen de muur waardoor zijn schedel breekt. |                         |                       |          |                     |            |

## Huis Targaryen
| Personage | Personage           | Acteur            | Seizoen | Aantal afleveringen | Loyaliteit |
| --- | ------------------- | ----------------- | ------- | ------------------- | ---------- |
| Daenerys Targaryen |                     | Emilia Clarke     | 1–8     | 62                  |            |
| Dochter van de voormalige koning Aerys Targaryen en zus van Viserys Targaryen. Sinds de dood van haar echtgenoot Khal Drogo is zij de Khaleesi (koningin) van Drogo's khalasar. Krijgt een deel van het continent Essos onder haar bewind, waarna zij oversteekt naar Westeros, vergezeld door haar drie draken.         |                     |                   |         |                     |            |
| Viserys Targaryen |                     | Harry Lloyd       | 1       | 5                   |            |
| Zoon en erfgenaam van de voormalige koning Aerys Targaryen en oudere broer van Daenerys Targaryen. Hij is nogal krankzinnig van aard, en begeert alleen de IJzeren Troon. Wordt vermoord door Khal Drogo die hem onderdompelt in gesmolten goud.                                                                         |                     |                   |         |                     |            |
| Khal Drogo | Khal Drogo          | Jason Momoa       | 1-2     | 10                  |            |
| Khal (koning) van een khalasar (leger) en echtgenoot van Daenerys Targaryen. Wordt vermoord door een heks, wanneer die zijn geïnfecteerde wond moet behandelen. |                     |                   |         |                     |            |
| Ser Jorah Mormont |                     | Iain Glen         | 1–8     | 52                  |            |
| Rechterhand van Daenerys Targaryen, zoon van Jeor Mormont. Verbannen uit Westeros wegens slavenhandel. |                     |                   |         |                     |            |
| Ser Barristan Selmy | Ser Barristan Selmy | Ian McElhinney    | 1–5     | 25                  |            |
| Bevelhebber van de Koningsgarde, eerst trouw aan het huis Targaryen, later aan Koning Robert. Als Joffrey aan de macht komt wordt ser Barristan afgezet als Koningsgardist ten gunste van Jaime Lannister. In het derde seizoen duikt hij weer op in het oosten, bij Daenerys Targaryen. Hij biedt haar zijn zwaard aan. |                     |                   |         |                     |            |
| Daario Naharis | Daario Naharis      | Ed Skrein         | 3       | 3                   |            |
| Daario Naharis | Daario Naharis      | Michiel Huisman   | 4–6     | 18                  |            |
| Huurlingcommandant in dienst van Daenerys. |                     |                   |         |                     |            |
| Missandei | Missandei           | Nathalie Emmanuel | 3–8     | 38                  |            |
| Persoonlijke bediende van Daenerys. Nadat ze samen met Daenerys en diens volgelingen, Kingslanding probeert binnen te vallen, wordt ze ontvoerd door Cersei. Ondanks een poging tot bemiddelen van Tyrion, wordt ze door Cersei's handlanger "The Mountain" onthoofd.                                                    |                     |                   |         |                     |            |

## Huis Baratheon
| Personage | Personage        | Acteur              | Seizoen  | Aantal afleveringen | Loyaliteit |
| --- | ---------------- | ------------------- | -------- | ------------------- | ---------- |
| Koning Robert Baratheon |                  | Mark Addy           | 1        | 7                   |            |
| Jeugdvriend van Ned Stark, en reeds zeventien jaar Koning van de Zeven Koninkrijken. Omdat hij aan Neds zus Lyanna beloofd was, maar die door kroonprins Rhaegar Targaryen werd ontvoerd, ontketende hij een opstand. Hij doodde Rhaegar in een duel, en ook de krankzinnige koning Aerys werd gedood toen zijn eigen belangrijkste bondgenoten, de Lannisters, hem van binnenuit verraadden. Alleen Aerys' zwangere vrouw Rhaëlla en zijn zoontje Viserys konden ontkomen. Robert koestert nog steeds een diepe haat tegenover alle Targaryens. Als de Hand des Konings onverwacht overlijdt, stelt Robert Ned Stark aan als nieuwe Hand. Kort daarop wordt Robert tijdens een jachtpartij echter gedrogeerd door zijn vrouw Cersei, en vervolgens opengereten door een everzwijn. Robert wordt zwaargewond teruggebracht naar de hoofdstad, waar hij Ned aanduidt als zijn voorlopige troonopvolger tot Joffrey meerderjarig is. Tijdens Roberts afwezigheid had Ned het incest van de koningin ontdekt, maar krijgt de kans niet het te vertellen aan Robert. Vervolgens overlijdt Robert. |                  |                     |          |                     |            |
| Stannis Baratheon |                  | Stephen Dillane     | 2–5      | 24                  |            |
| Oudste broer van de voormalige Koning Robert Baratheon. Na diens dood zelf uitgeroepen Koning van de Zeven Koninkrijken, deze aanspraak wordt echter betwist door zijn neef Joffrey Baratheon en zijn jongere broer Renly Baratheon. Wordt bijgestaan door de Rode priesteres, Melisandre van Asshai. Op aanraden van Davos bracht hij zijn leger naar de Muur waar hij het leger van Mance Rayder wist te verslaan. In een poging het Noorden voor zich te winnen probeerde hij Jon Snow over te halen om de Nachtwacht te verlaten en Heer van Winterfel te worden. Ook trachtte hij de heren van het Noorden aan zijn zijde te krijgen, maar velen verkozen de Boltens. |                  |                     |          |                     |            |
| Ser Davos Seaworth |                  | Liam Cunningham     | 2–8      | 42                  |            |
| "Uienridder". Rechterhand van Stannis Baratheon. |                  |                     |          |                     |            |
| Melisandre | Melisandre       | Carice van Houten   | 2–8      | 29                  |            |
| De Rode Priesteres. |                  |                     |          |                     |            |
| Renly Baratheon |                  | Gethin Anthony      | 1–2      | 8                   |            |
| Jongste broer van Robert en Stannis Baratheon. Heeft een geheime relatie met Loras Tyrell. In seizoen 1 was hij Meester van Recht en een lid van Robert's Kleine Raad. Als Robert tijdens een jacht in het Koningsbos levensgevaarlijk verwond raakt probeert hij de Hand Eddard Stark te overtuigen om samen de macht te grijpen, maar Eddard weigert dit. Na de dood van Robert vlucht hij samen met Loras Tyrell uit King’s Landing. Niet veel later roept hij zich uit tot rechtmatige koning van de Zeven Koninkrijken. Hij huwde met Margaery Tyrell om het huis Tyrell aan zijn kant te krijgen voor zijn strijd om de troon. Zijn aanspraak op de troon wordt het meest betwist door zijn oudere broer Stannis die al snel het beleg opsplaat tegen Stormeinde. Tijdens het beleg ontmoeten beide broers elkaar, maar ze geven beide niet toe. In de nacht die erop volgde werd Renly in zijn tent vermoord door een schaduw, gelijkend op Stannis. |                  |                     |          |                     |            |
| Brienne of Tarth | Brienne of Tarth | Gwendoline Christie | 2–8      | 41                  |            |
| Lid van de Koningsgarde van Renly Baratheon. Na zijn dood dient Briënne Catelyn Stark. |                  |                     |          |                     |            |
| Gendry Baratheon |                  | Joe Dempsie         | 1–3, 7-8 | 23                  |            |
| Bastaardzoon van Koning Robert. Gendry werkt aanvankelijk als meestersmid in King's Landing. Ned Stark bezoekt hem in seizoen 1 en realiseert zich Gendry's afkomst. Hij raadt hem aan bij de Nachtwacht te gaan, omdat de Lannisters hem wellicht zullen vermoorden. Gendry vergezelt Arya en Yoren op de tocht, en komt ook na zijn gevangenname in de smidse van Harrenhal terecht. Nadat Arya en Jaqen H'ghar het kasteel innemen, kiest hij met Arya en Hot Pie voor de vrije wereld. Hij komt bij de Broederschap Zonder Banieren terecht, maar wordt 'gekocht' door Melisandre, die een offer van koninklijk bloed nodig heeft. Melisandre verleidt hem en door middel van bloedzuigers slaagt ze erin Joffrey Baratheon, Balon Greyjoy en Robb Stark te vervloeken. Eigenaardig genoeg sterven alle drie deze personages. Later, voordat Gendry levend verbrand wordt voor R'hllor, wordt hij bevrijd door Davos Seaworth die medelijden met de jongen kreeg. Hij geeft Gendry wat proviand, drinkwater en een sloep. Hij keert terug in seizoen 7, wanneer Ser Davos hem vindt in een smidzaak in King’s Landing. Hij helpt Jon Snow in het zoeken van een “Wight” en vecht net zoals zijn vader met een oorlogshamer. Hij wordt in seizoen 8 gelegitimeerd door Daenerys Targaryen en wordt de nieuwe Heer van Storm’s End. |                  |                     |          |                     |            |

## Huis Tyrell
| Personage | Personage | Acteur                 | Seizoen | Aantal afleveringen | Loyaliteit |
| --- | --------- | ---------------------- | ------- | ------------------- | ---------- |
| Olenna Tyrell - Redwyne |           | Diana Rigg             | 3–7     | 18                  |            |
| Oma van Margaery en Loras Tyrell, moeder van Mace Tyrell. Zij zat samen met Petyr Baelish achter de moord op Joffrey Baratheon. |           |                        |         |                     |            |
| Mace Tyrell |           | Roger Ashton-Griffiths | 4–6     | 13                  |            |
| Heer van Highgarden en hoofd van huis Tyrell. Vader van Margaery en Loras Tyrell. |           |                        |         |                     |            |
| Ser Loras Tyrell |           | Finn Jones             | 1–6     | 21                  |            |
| De Bloemenridder. Was de geliefde en trouw aanhanger van Renly Baratheon. Vanaf seizoen 2 steunen de Tyrells Renly's claim en wordt Loras bevelhebber van de Koningsgarde van Renly Baratheon. Als Renly door toedoen van zijn broer Stannis Baratheon wordt omgebracht en zijn leger overneemt trekken de Tyrells zich terug. Loras vecht uiteindelijk mee aan de kant van de Lannisters als Stannis King's Landing probeert in te nemen, hij draagt in deze slag Renly's uitrusting. In het derde seizoen wordt Loras uitgehuwelijkt aan Cerei Lannister. Deze plannen worden echter ingetrokken wanneer Tywin Lannister, de voorsteller van het huwelijk, wordt vermoord door zijn zoon Tyrion. Loras heeft tijdens zijn verblijf is King's Landing een affaire met Olyvar, een mannelijke prostituee van Littlefinger. Wanneer Cersei hier achter komt gebruikt zij dit tegen Loras om zich zo te ontdoen van de Tyrells. Ze geeft de informatie aan de High Sparrow en deze sluit Loras en zijn zus Margaery op in de kerkers van de Red Keep. Loras komt in seizoen 6 om het leven als Cersei de Sept van Baelor opblaast met wildvuur. |           |                        |         |                     |            |
| Margaery Baratheon – Tyrell |           | Natalie Dormer         | 2–6     | 26                  |            |
| Vrouw van Renly later Joffrey en nog later Tommen Baratheon en zus van Loras Tyrell. |           |                        |         |                     |            |

## Huis Tully
| Personage | Personage | Acteur         | Seizoen | Aantal afleveringen | Loyaliteit |
| --- | --------- | -------------- | ------- | ------------------- | ---------- |
| Edmure Tully |           | Tobias Menzies | 3, 6, 8 | 8                   |            |
| Broer van Catelyn Stark en zoon van Hoster Tully. Na Hosters dood is Edmure Heer van Riverrun en Landvoogd van het Rivierengebied. Hij verklaart zijn neef Robb Stark tot Koning nadat Robb hem heeft bevrijd van Jaime Lannister. Omdat Robb de steun van Walder Frey nodig heeft, trouwt Edmure met Roslin Frey. Dit leidt tot de Red Wedding en Edmure wordt gevangen genomen door de Freys. In seizoen 6 moet hij van Jaime Lannister zijn oom Brynden overtuigen om Riverrun terug te geven aan de Freys. Edmure voltooit zijn taak, maar hij wordt alsnog weer opgesloten door de Freys. Zijn lot is tot op heden onbekend. |           |                |         |                     |            |
| Brynden Tully "The Blackfish" |           | Clive Russell  | 3, 6    | 7                   |            |
| De Zwartvis. Broer van Hoster Tully (voormalige Heer van het Rivierengebied) en oom van Catelyn Stark, Lysa Arryn en Edmure Tully. Steunde Robb tijdens de Oorlog van de Vijf Koningen en was de enige die aan de beruchte Red Wedding ontkwam. |           |                |         |                     |            |

## Huis Greyjoy
| Personage | Personage | Acteur           | Seizoen  | Aantal afleveringen | Loyaliteit |
| --- | --------- | ---------------- | -------- | ------------------- | ---------- |
| Balon Greyjoy |           | Patrick Malahide | 2–3, 6   | 4                   |            |
| Heer van de IJzereilanden en vader van Theon en Yara Greyjoy. Na de dood van Robert Baratheon neemt Balon deel uit in de Oorlog van de Vijf Koningen en eist hij zijn oude kroon op. Hij stuurt Yara en Theon erop uit om het Noorden te veroveren. Hij wordt in seizoen 6 vermoord door zijn broer, Euron. |           |                  |          |                     |            |
| Yara Greyjoy |           | Gemma Whelan     | 2–4, 6-8 | 15                  |            |
| Dochter van Balon Greyjoy en zus van Theon Greyjoy. |           |                  |          |                     |            |
| Theon Greyjoy |           | Alfie Allen      | 1–8      | 47                  |            |
| Erfgenaam van Balon Greyjoy, heer van de IJzereilanden. Na diens opstand zo'n negen jaar eerder werd Theon als gijzelaar meegenomen naar Winterfell, als pupil van Ned Stark. Hij blijft echter in het Noorden als die tot Hand des Konings wordt benoemd. In het tweede seizoen wordt hij op diplomatieke missie naar zijn vader gestuurd, om diens steun te kunnen verwerven ten gunste van Robb Stark, maar tijdens deze missie verraadt hij de Starks om zijn vader te kunnen dienen. Zijn vader heeft echter alle hoop op opvolging gelegd bij Theons oudere zus Yara (Asha in de boeken). Balon weigert het bondgenootschap met de Starks en roept zichzelf uit tot Koning. De hele vloot van de IJzermannen wordt uitgezonden om de westkusten van het Noorden te plunderen. Theon moet slechts enkele vissersdorpjes overvallen, maar hij mikt op iets groters: het onbewaakt achtergelaten Winterfell. Hij verovert het kasteel moeiteloos, maar diverse van zijn mannen worden door de bewoners vermoord. Uiteindelijk wordt hij verraden door zijn eigen onderkapitein, Dagmer Cleftjaw, die hem uitlevert aan het Huis Bolton. In het derde seizoen blijkt dat hij nu als speelgoed voor de sadistische bastaard van heer Roose Bolton, Ramsey Snow, moet aantreden. Zo wordt hij onder andere eerst vrijgelaten door de bastaard, en vervolgens 'een handje geholpen' door hem terug te leiden naar het kasteel, en wordt hij gecastreerd door prostituees. In het vijfde seizoen ontsnapt hij samen met Sansa Stark uit Winterfell. Theon keert terug naar de IJzereilanden en sluit zich aan bij Yara. De twee moeten de IJzereilanden echter ontvluchten wanneer hun oom, Euron Greyjoy, aanspraak maakt op de troon en hen dreigt te vermoorden. Theon en Yara varen naar Mereen en sluiten een pact met Daenerys Targaryen. In het zevenende seizoen wordt Yara door Euron gevangengenomen. Theon besluit om haar te gaan redden. |           |                  |          |                     |            |
| Euron Greyjoy |           | Pilou Asbæk      | 6–8      | 9                   |            |
| Jongere broer van Balon Greyjoy en oom van Yara en Theon Greyjoy. In seizoen 6 keert Euron terug naar de Iron Islands en vermoordt zijn broer Balon, Lord van de Iron Islands. De Ironborn kiezen hem als de nieuwe koning van de Iron Islands ten koste van Balon’s kinderen Theon en Yara, die hij daarna gelijk uit de weg wil ruimen. Ze zijn hem echter te slim af en slaan op de vlucht met een deel van Euron’s vloot en sluiten zich aan bij Daenerys Targaryen. In seizoen 7 sluit Euron zich aan bij Cersei Lannister en vraagt haar ten huwelijk. Zij gaat akkoord, mits hij haar eerst helpt in de oorlog tegen Daenerys Targaryen. Omdat zij inmiddels een gezamenlijke vijand is geworden, aangezien Theon en Yara aan haar kant staan, stemt hij in. In de finale wordt duidelijk dat Euron naar Essos is gestuurd om The Golden Company op te halen, een huurlingencompagnie die zal gaan vechten voor Cersei. |           |                  |          |                     |            |

## Huis Martell
| Personage | Personage    | Acteur           | Seizoen | Aantal afleveringen | Loyaliteit |
| --- | ------------ | ---------------- | ------- | ------------------- | ---------- |
| Prins Doran Martell |              | Alexander Siddig | 5-6     | 5                   |            |
| Prins van Dorne, broer van Oberyn en Elia Martell. |              |                  |         |                     |            |
| Trystane Martell |              | Toby Sebastian   | 5-6     | 5                   |            |
| Zoon van Prins Doran. Verloofde van Myrcella Baratheon. |              |                  |         |                     |            |
| Oberyn Martell "Red Viper" |              | Pedro Pascal     | 4       | 7                   |            |
| De jongere broer van Doran (Prins van Dorne) en Elia Martell. In het vierde seizoen neemt hij zitting in de Kleine Raad, nadat Tywin hem deze aanbood in een poging de verhoudingen met de Martell’s te herstellen. Hij staat bekend om zijn snelle vechttechnieken met een speer. |              |                  |         |                     |            |
| Ellaria Sand | Ellaria Sand | Indira Varma     | 4-7     | 13                  |            |
| De minnares van Oberyn Martel. |              |                  |         |                     |            |

## Huis Arryn
| Personage | Personage  | Acteur            | Seizoen   | Aantal afleveringen | Loyaliteit |
| --- | ---------- | ----------------- | --------- | ------------------- | ---------- |
| Lysa Arryn – Tully |            | Kate Dickie       | 1, 4      | 5                   |            |
| Zus van Catelyn Stark en was getrouwd met Jon Arryn (voormalige heer van de Eyrie en Landvoogd van De Vallei). Ze regeert over De Vallei in plaats van haar zoon Robin Arryn, die ze veel te beschermend heeft opgevoed. Lysa is al vanaf haar jeugd verliefd op Petyr Baelish, voor hem vermoordde ze haar man Jon. Ironisch genoeg wordt zij zelf ook vermoord door Petyr als zij dreigt haar nichtje Sansa uit de maandeur te gooien. |            |                   |           |                     |            |
| Robin Arryn |            | Lino Facioli      | 1, 4–6, 8 | 8                   |            |
| Ziekelijke zoon van Jon en Lysa Arryn. Heer van de Eyrie en Landvoogd van De Vallei. |            |                   |           |                     |            |
| Yohn Royce | Yohn Royce | Rupert Vansittart | 4–8       | 12                  |            |
| Heer van Runestone, vazal van huis Arryn. |            |                   |           |                     |            |

## Huis Mormont
| Personage | Personage | Acteur       | Seizoen | Aantal afleveringen | Loyaliteit |
| --- | --------- | ------------ | ------- | ------------------- | ---------- |
| Lyanna Mormont |           | Bella Ramsey | 6, 7, 8 | 9                   |            |
| Vrouwe Lyanna Mormont werd op zeer jonge leeftijd het hoofd van Huis Mormont. Het kleine Huis was gevestigd op Beer Eiland in het Noorden. Zij was het nichtje van de Nachtwacht-opperbevelhebber Jeor Mormont en zijn verbannen zoon Ser Jorah Mormont. De Vrouwe steunde John Snow in de strijd tegen zijn vijanden en wanneer hij werd uitgeroepen tot Koning van het Noorden. In de Veldslag van de Bastaards vocht zij aan Snows zijde tegen het leger van Ramsay Bolton, die ze wisten te verslaan ondanks hun numerieke minderheid. Bij de verdediging van kasteel Winterfell tegen het Ondodenleger kwam een moedige Lyanna om het leven, maar niet alvorens een Ondode Ijsreus neer te slaan. |           |              |         |                     |            |

## The Night's Watch
| Personage | Personage       | Acteur          | Seizoen  | Aantal afleveringen | Loyaliteit |
| --- | --------------- | --------------- | -------- | ------------------- | ---------- |
| Jeor Mormont |                 | James Cosmo     | 1–3      | 12                  |            |
| "Old Bear". Opperbevelhebber van de Nachtwacht. Hij is vooral bekend omdat hij een enorme wachtrit naar het Noorden leidde, die aan een kwart van alle mannen van de Nachtwacht het leven kostte. Tijdens deze wachtrit werd hij op de terugweg, in Craster's burcht, vermoord door enkele afvallige ruiters.                  |                 |                 |          |                     |            |
| Alliser Thorne | Alliser Thorne  | Owen Teale      | 1, 4-6   | 19                  |            |
| Opleider van de rekruten. Hij verafschuwt Jon Snow. Hij is een brute, achterbakse man, maar enorm trouw aan en van nut voor de Night's Watch. Hij wordt geëxecuteerd door Jon Snow na beschuldigd te zijn van muiterij. |                 |                 |          |                     |            |
| Qhorin Halfhand | Qhorin Halfhand | Simon Armstrong | 2        | 4                   |            |
| Een ervaren wachtruiter van de Nachtwacht, gestationeerd in de Schaduwtoren. Hij werd samen met Jon Snow op een missie naar het Wildlingenkamp van Mance Rayder gestuurd, maar werd volgens plan gedood door Jon Snow, opdat die zijn loyaliteit kon bewijzen aan de Wildlingen.                                               |                 |                 |          |                     |            |
| Yoren | Yoren           | Francis Magee   | 1–2      | 7                   |            |
| Rekruteur van de Nachtwacht. In het eerste seizoen vergezelt hij Tyrion, Benjen en enkele andere rekruten naar de Muur. Aan het einde van het eerste seizoen is hij al terug in King's Landing, waar hij Arya vindt en haar meeneemt. Onderweg wordt hij echter vermoord door een compagnie Lannister-soldaten.                |                 |                 |          |                     |            |
| Janos Slynt | Janos Slynt     | Dominic Carter  | 1–2, 4–5 | 15                  |            |
| Bevelhebber van de Stadswacht van King's Landing in seizoen 1 en 2. In seizoen 2 wordt hij echter door Tyrion Lannister uit zijn functie ontheven en vervangen door Bronn. Hij wordt naar de Nachtwacht gestuurd, en duikt vanaf seizoen 4 terug op. Hij wordt geëxecuteerd door Jon Snow na beschuldigd te zijn van muiterij. |                 |                 |          |                     |            |
| Eddison Tollett | Eddison Tollett | Ben Crompton    | 2–8      | 34                  |            |
| Lid van de Nachtwacht. Hij staat bekend om zijn zwarte humor en sarcastische opmerkingen. |                 |                 |          |                     |            |

## De Wildlingen
| Personage | Personage                           | Acteur          | Seizoen | Aantal afleveringen | Loyaliteit |
| --- | ----------------------------------- | --------------- | ------- | ------------------- | ---------- |
| Mance Rayder "King-Beyond-the-Wall" | Mance Rayder "King-Beyond-the-Wall" | Ciarán Hinds    | 3–5     | 5                   |            |
| De King-Beyond-the-Wall. Verenigde alle Wildlingstammen om een leger te vormen om door de Muur te breken. Na de slag om Castle Black wordt Mance geëxecuteerd door Stannis Baratheon en Melisandre. |                                     |                 |         |                     |            |
| Tormund Giantsbane | Tormund Giantsbane                  | Kristofer Hivju | 3–8     | 32                  |            |
| Tormund is een Wildlingenleider onder Mance Rayder. Hij leidt de groep Wildlingen waarmee Jon en Ygritte over de Muur klimmen om Castle Black zuidelijk aan te vallen. Na de slag om Castle Black wordt Tormund gevangengenomen door de Night's Watch. Hij sluit met Jon Snow, die opperbevelhebber van de Night's Watch is geworden, een deal. Ze stichten vrede tussen de Night's Watch en de Wildlingen en besluiten samen tegen de White Walkers te vechten.                                                                                    |                                     |                 |         |                     |            |
| Ygritte | Ygritte                             | Rose Leslie     | 2–4     | 17                  |            |
| Ygritte is een Wildling-krijgster die door Jon wordt gevangen genomen in plaats van omgebracht. Later breekt ze vrij en neemt ze met behulp van andere Wildlingen Jon gevangen, maar voorkomt dat hij wordt omgebracht. Als Jon zich bij de Wildlingen aansluit, krijgen de twee een relatie. Deze relatie komt abrupt ten einde als Jon zijn dubbelrol niet meer kan handhaven en terug naar Castle Black vlucht. In de slag om Castle Black staan de twee weer oog in oog vlak voordat een pijl Ygritte doorboort. Ze sterft in de armen van Jon. |                                     |                 |         |                     |            |
| Gilly | Gilly                               | Hannah Murray   | 2–8     | 27                  |            |
| Gilly is een Wildlingmeisje. Dochter van Craster, die ook de vader is van haar zoontje. Craster offert zijn zonen aan de White Walkers. Tijdens een conflict tussen Night Watch-leden en Craster weet Samwell met haar te ontsnappen en brengt Gilly en haar zoontje in veiligheid in Castle Black. De twee krijgen een soort van relatie, al is het niets officieels vanwege Sam's eed. |                                     |                 |         |                     |            |

## Ontrouwe huizen
| Personage | Personage  | Acteur             | Seizoen   | Aantal afleveringen | Loyaliteit |
| --- | ---------- | ------------------ | --------- | ------------------- | ---------- |
| Roose Bolton | width="5%" | Michael McElhatton | 2-6       | 19                  |            |
| Heer van Dreadfort, gezworen vazal van de Starks en vader van Ramsay Bolton. Hij trok met Robb Stark mee op naar het zuiden in de Oorlog van de Vijf Koningen. Trok ondertussen zijn eigen plan en had in het geheim contact met Tywin Lannister. Tijdens de Red Wedding verraadden de Boltons en de Freys de Starks. Roose stak persoonlijk Robb dood. Hierdoor werd hij benoemd tot Landvoogd van het Noorden door Tywin Lannister. In seizoen 6 werd hij vermoord door Ramsay, zijn bastaardzoon. |            |                    |           |                     |            |
| Ramsay Bolton |            | Iwan Rheon         | 3-6       | 20                  |            |
| De sadistische bastaardzoon van Roose Bolton. Wordt in seizoen 6 gelegitimeerd door Koning Tommen Baratheon. Hij houdt van het martelen en executeren van onschuldige mensen voor zijn eigen plezier. Hij is verantwoordelijk voor de psychologische fysieke marteling van Theon Greyjoy en (deels) dood van Stannis Baratheon. Hij heeft ook een groep honden die hij gebruikt voor jagen en voor het voeren van mensen. Hij is ook getrouwd met Sansa Stark geweest, en heeft hij brutaal verkracht. Nadat Jon Snow Winterfell heeft teruggewonnen slaat Jon Snow hem bijna dood. Hij wordt uiteindelijk door zijn eigen honden opgegeten terwijl Sansa kijkt en weggaat met een lach. |            |                    |           |                     |            |
| Walder Frey |            | David Bradley      | 1, 3, 6-7 | 6                   |            |
| Eigenaar van De Tweeling, voormalig vazal van huis Tully. |            |                    |           |                     |            |
| Randyll Tarly |            | James Faulkner     | 6–7       | 5                   |            |
| Heer van Horn Hill, vazal van huis Tyrell. Randyll staat bekend als een zeer goede legerleider. Zijn oudste zoon is Samwell Tarly. Maar Randyll vindt Sam dik, slap en niet geschikt om hem op te volgen als hoofd van Huis Tarly. Hij is bang dat Sam zijn huis ten schande brengt en ziet liever dat zijn jongste zoon Dickon hem opvolgt. Daarom stelt hij Sam voor een keuze: of hij sluit zich aan bij de Nachtwacht en neemt afstand van al zijn rechten als zijn oudste zoon of Randyll zal hem vermoorden. Sam kiest de eerste optie. In seizoen 7 besluit Randyll om niet met Huis Tyrell mee te vechten maar juist tegen ze, aan de kant van Huis Lannister. Zo is hij medeverantwoordelijk voor de val van Huis Tyrell. Maar nog voordat hij hun titels kan overnemen wordt het leger verslagen door Daenerys Targaryen. Als Randyll en Dickon weigeren haar als hun nieuwe koningin te accepteren worden vader en zoon geëxecuteerd. |            |                    |           |                     |            |

## Individuele spelers
| Personage | Personage                    | Acteur         | Seizoen  | Aantal afleveringen | Loyaliteit |
| --- | ---------------------------- | -------------- | -------- | ------------------- | ---------- |
| Petyr Baelish "Littlefinger" | Petyr Baelish "Littlefinger" | Aidan Gillen   | 1-7      | 41                  |            |
| Muntmeester en lid van de Small Counsil. Petyr groeide op bij Hoster Tully in Riverrun waar hij als knecht diende. Daar leerde hij Tully's dochters Catelyn en Lysa kennen. Zijn bijnaam "Littlefinger" kreeg hij van Tully’s zoon Edmure omdat hij klein van stuk is en afkomstig is uit het kleinste stukje land van de Vale of Arryn, The Fingers. Petyr heeft altijd een oogje gehad op Catelyn, maar zij zag hem nooit staan. Dit is in tegenstelling tot Lysa, zij wordt verliefd op Petyr en ondanks haar huwelijk met Jon Arryn blijft ze van hem houden. In het eerste seizoen is Petyr degene die Ned Starks plan om de Koningin op te sluiten verraadt, waardoor Ned van hoogverraad wordt beschuldigd en wordt geëxecuteerd. Hij blijft aangesteld als Muntmeester tot het derde seizoen, wanneer hij naar de Vallei van Arryn vertrekt. Later wordt duidelijk dat hij pas later vertrekt, hij neemt Sansa Stark (Catelyns dochter) met zich mee. Hij verklaarde tegen haar dat hij achter de moord op Koning Joffrey zat samen met Olenna Tyrell. Kort na hun aankomst in de Vallei doodde hij Lysa Arryn om zelf heer van de Vallei te worden. Ook wordt duidelijk dat Petyr de opdrachtgever was van de dood van Jon Arryn, hij gaf Lysa de opdracht om hem te vergiftigen, wat uiteindelijk resulteerde in de Oorlog van de Vijf Koningen. In seizoen vijf huwt hij Sansa uit aan Ramsay Bolton. Zijn plan is om een conflict te creëren tussen de Lannisters en de Boltons en zelf Heer van Winterfell te worden. Dit mislukt wanneer Jon Snow wordt uitgeroepen tot Koning van het Noorden. Later probeerde hij Sansa en Arya Stark tegen elkaar op te zetten. Hier kwamen zij echter achter met behulp van hun broer, Bran. Ook leerden zij dankzij Bran over de vele misdaden gepleegd door Petyr: de dood van Jon en Lysa Arryn, het aangestichte conflict tussen de Starks en de Lannisters en zijn verraad jegens Ned Stark. Petyr wordt tijdens een onverwachte terechtstelling in de grote hal van Winterfell ter dood veroordeeld door Sansa en geëxecuteerd door Arya. Sansa zegt later tegen Arya dat ze gelooft dat Petyr van haar hield, op zijn eigen verschrikkelijke manier. |                              |                |          |                     |            |
| 'Lord' Varys | 'Lord' Varys                 | Conleth Hill   | 1–8      | 46                  |            |
| Meester van spionage en lid van de kleine raad. Varys is een eunuch, geboren als Lyseense slaaf. Hij refereert vaak aan zijn 'kleine vogeltjes', weeskinderen die voor hem spioneren. Hij raakte in het tweede seizoen bevriend met Tyrion Lannister, die hij later hielp ontsnappen nadat deze zijn vader had vermoord. In het geheim is Varys trouw aan Daenerys Targaryen. |                              |                |          |                     |            |
| Grand Maester Pycelle | Grand Maester Pycelle        | Julian Glover  | 1–6      | 31                  |            |
| Grootmaester van King's Landing en lid van de Kleine Raad. Pycelle doet zich voor als een zwakke oude man, maar is in werkelijkheid erg kwiek voor zijn leeftijd. Hij speelt deze rol om geen aandacht op zichzelf te vestigen en zijn positie als Grootmaester te behouden. Hij geniet van zijn hoge positie en houdt ervan om op te scheppen over de vele koningen die hij heeft gediend. Hij beweert trouw te zijn aan Huis Lannister, maar zijn loyaliteit wordt vaak in twijfel getrokken door leden van dit huis. Pycelle toont namelijk weinig respect voor Tyrion en heeft vaak meningsverschillen met Cersei, zoals de aanstelling van Qyburn als lid van de Kleine Raad. Na de opsluiting van Cersei in seizoen vijf ontbied Pycelle Kevan Lannister naar King's Landing om te dienen als Hand van de Koning. Tijdens het proces van Cersei en Loras Tyrell in seizoen zes wordt Pycelle, op bevel van Cersei, naar de ondergrondse gangenstelsels gelokt. Daar wordt hij vervolgens vermoord door Qyburn en zijn kind-spionnen. |                              |                |          |                     |            |
| Sandor Clegane "The Hound" |                              | Rory McCann    | 1–4, 6-8 | 38                  |            |
| Lijfwacht van koning Joffrey Baratheon, bekend om zijn verbrand gezicht. Dit komt omdat hij ooit met een stuk speelgoed van zijn broer had gespeeld, waarop die zijn gezicht in een brandstapel duwde. Hierdoor kent hij geen angst, behalve voor vuur. Hij staat bekend om zijn ruige, laconieke karakter. Alhoewel hij geen ridder is, wordt hij toch Koningsgardist, in opdracht van Joffrey en ten koste van bevelhebber Barristan Selmy, waardoor Jaime Lannister de kans kreeg Opperbevelhebber te worden. Tijdens de slag aan het Zwartwater vluchtte hij echter, vanwege de aanblik van het wildvuur. In het derde seizoen wordt hij in de Rivierlanden gevangengenomen door de Broederschap Zonder Banieren. Hij overwint in een tweekamp, maar de Broederschap houdt zijn goud, en dus steelt hij Arya Stark van de Broederschap. Hij brengt haar naar de Tweeling om haar tegen betaling uit te leveren aan haar moeder, maar terwijl ze aankwamen was de Red Wedding, waarbij Arya's broer en moeder werden gedood, aan de gang. Daarop besliste de Jachthond haar aan haar tante Lysa Arryn uit te leveren. Dit mislukte echter ook omdat Lysa slechts enkele dagen daarvoor om het leven kwam. Tijdens een gevecht met Brienne van Tarth werd de jachthond voor dood achtergelaten door Arya. In seizoen 6 werd echter duidelijk dat hij het gevecht overleefd had. Sloot zich later aan bij de Broederschap en ging met Jon Snow op missie achter de Muur. |                              |                |          |                     |            |
| Jaqen H'ghar (no one) | Jaqen H'ghar (no one)        | Tom Wlaschiha  | 2, 5-6   | 17                  |            |
| Jaqen H'ghar is een gedaanteverwisselaar voor de Gezichtsloze Mannen. Hij is dus eigenlijk 'niemand'. Maar in seizoen 2, als hij Arya bevrijdt uit Harrenhal, noemt hij zich Jaqen H'ghar. Als Arya zich in seizoen 5 aanmeldt bij de Gezichtsloze Mannen, wordt haar mentor de man met hetzelfde gezicht en dezelfde stem; deze noemt zichzelf 'niemand'. Of het hier om dezelfde persoon gaat is onduidelijk. Ook is onduidelijk hoe groot de organisatie van de Gezichtsloze Mannen is. We zien namelijk naast zijn pupillen Arya en het Wicht nooit iemand anders. |                              |                |          |                     |            |
| High Sparrow | High Sparrow                 | Jonathan Pryce | 5–6      | 12                  |            |
| De High Sparrow is leider van de Mussen, een radicale religieuze organisatie. De Mussen zijn fanatieke aanhangers van het Geloof van de Zeven. Ze schuwen geweld niet om hun normen en waarden aan anderen op te leggen. In seizoen 5 komt de High Sparrow naar King's Landing. Hij krijgt van Cersei Lannister meer macht. Hierdoor kan hij Loras en Margaery Tyrell en uiteindelijk ook Cersei zelf berechten. In seizoen 6 sluit hij met koning Tommen een pact tussen de kroon en het geloof. Hij wordt door Cersei vermoord met wildvuur in de Grote Sept van Baelor, samen met de Tyrell's en Kevan Lannister. |                              |                |          |                     |            |